# Formato del sensor de imagen

Comparación de diversos tamaños de sensores de imagen.

En fotografía digital, el formato del sensor de imagen es la forma y el tamaño del sensor de imagen.
El formato del sensor de imagen de las cámaras digitales determina el ángulo de visión de un  objetivo específico. Particularmente, los sensores de imagen en cámaras réflex digitales tienden a ser más pequeños (APS-C) que el área de 24×36 mm de las cámaras de 35 mm  (C135) y, por lo tanto, llevan a un correspondiente ángulo de visión más estrecho. Para un número dado de píxeles en un sensor, cuanto más grande sea el sensor de imagen producirá imágenes de más alta calidad porque los píxeles individuales tendrán un tamaño mayor (ver abajo) y entonces la cámara será más sensible a la luz.
Los objetivos producidos para las cámaras de película de 35 mm (C135) se pueden montar, dependiendo de la marca, en los cuerpos de las cámaras digitales APS-C, pero el círculo de imagen del objetivo del sistema de 135 es más grande que lo requerido por el sensor, e introduce luz indeseada en el cuerpo de la cámara. Por otro lado, el menor tamaño del sensor de imagen —comparado a los del formato 135—, resulta en el recorte de la imagen. Este último efecto es conocido como el recorte del campo visual; el cociente del tamaño del formato es conocido como el factor de recorte o factor de multiplicación de la distancia focal.

## Tamaño del sensor
En igualdad de circunstancias, los sensores más grandes capturan imágenes con menos ruido y mayor rango dinámico que los sensores más pequeños. Las características deseables tanto de la relación señal/ruido y de la ganancia unitaria del sensor se escalan con la raíz cuadrada del área del sensor.
Desde diciembre de 2007, muchas DSLRs tienen áreas de sensor de alrededor de los 370 mm², mientras que muchos sensores de cámaras compactas tienen una quinceava parte del área de esa superficie: un sensor estándar de 1/2,5" tiene una superficie de 24,7 mm² Así, un sensor DSLR típico tendrá una relación señal/ruido casi 4 veces mayor que las típicas cámaras digitales compactas: {\displaystyle {\sqrt {370/24,7}}\approx {\sqrt {15}}\approx 3,9}
Debido a sus sensores más grandes, las cámaras reflex generalmente puede tomar fotogramas de alta calidad en ISO 1600, 3200, o aún sensibilidades más altas, mientras que las cámaras compactas tienden a producir imágenes granulosas incluso en ISO 400. Este problema es exacerbado por el número de píxeles; la duplicación del número de píxeles en un sensor de un tamaño determinado significa que cada píxel tiene la mitad del tamaño original y, por lo tanto, es más ruidoso y menos sensible.

## Formatos comunes de sensores de imágenes

Tamaños de los sensores usados en la mayoría de las cámaras digitales actuales en relación con un fotograma estándar de 35 mm.

### Formatos SLR digitales
Desde junio de 2009, la mayoría de los sensores de SLRs a nivel del consumidor usan sensores de alrededor del tamaño de un fotograma de película APS-C, con un factor de multiplicación de la distancia focal de 1.5  (1.6 para Canon y Pentax). Una notable excepción es el sistema de cámaras de Cuatro Tercios, hecho sobre todo por Olympus, que usa sensores más pequeños con un factor de multiplicación de distancia focal de 2.0. Algunos sensores profesionales de DSLRs usan sensores de cuadro completo (sensores "full frame"), iguales al tamaño de un fotograma de película de 35 mm. Se usan muchos términos diferentes en la comercialización y la descripción de estos formatos de sensor, incluyendo los siguientes:
- Formato digital SLR Full Frame o de cuadro completo, con las dimensiones del sensor casi iguales a las de la película de 35 mm (36 × 24 mm)
- Sensor M8 y M8.2 de Leica (factor de recorte 1.33).
- Formato de APS-H de Canon para DSLRs de nivel profesional de alta velocidad (factor de recorte 1.3)
- APS-C se refiere a un rango de formatos de tamaño similar, incluyendo
  - De gama baja o para iniciarse: Formato Nikon DX, Pentax, de Konica Minolta/Sony α, Fuji (factor de recorte 1.5)
  - De gama baja o para iniciarse: Formato Canon DSLR de gama baja o para iniciarse (factor de recorte 1.6)
- Formato Foveon X3 usado en las DSLRs Sigma SD-series (factor recorte 1.7)
- Formato de sistema de Cuatro Tercios (factor de recorte 2.0)

Debido a las limitaciones siempre cambiantes del procesamiento y la fabricación de semiconductores, y debido a que los fabricantes de cámaras obtienen los sensores de diferentes fabricantes, es común que las dimensiones de los sensores varíen ligeramente dentro del mismo formato nominal. Por ejemplo, los sensores de las cámaras Nikon D3 y el D700, que normalmente son sensores de cuadro completo, realmente miden 36 × 23,9 mm, ligeramente más pequeño que un fotograma de película de 35 mm. Como otro ejemplo, el sensor de la Pentax K200D (hecha por Sony) mide el 23,5 × 15,7 mm, mientras que el sensor contemporáneo de la K20D (hecho por Samsung) mide 23,4 × 15,6 mm.
La mayoría de los formatos de los sensores de imagen DSLR se aproximan a la relación de aspecto 3:2 de la película de 35 mm. Una vez más, el sistema de Cuatro Tercios es una notable excepción, con una relación de aspecto de 4:3 tal y como se ve en la mayoría de las cámaras digitales compactas (ver abajo).

### Formato DSLR medio
El tamaño de sensor más común para las cámaras digitales de formato medio es aproximadamente 36 × 48 mm, debido al uso extenso de los sensores CCD KAF-22000 de 22 megapixeles y KAF-39000 de 39 Megapíxeles de Kodak en ese formato.
Leica ofrece un DSLR "S-System" con un sensor de 45 mm × 30 mm que contiene 37 millones de píxeles.

### Formatos compactos de cámaras digitales
Los tamaños del sensor de muchas cámaras digitales compactas están expresados en términos del sistema no estandarizado de "pulgadas", como aproximadamente 1.5 veces la longitud diagonal del sensor. Esto se retrotrae a la manera en que los tamaños de imagen de las tempranas cámaras de video eran expresados en términos del diámetro exterior del envoltorio de cristal del tubo de cámara de video. En vez de "formatos", estos tamaños del sensor son a menudo llamados tipos, como en "CCD de tipo 1/2 pulgada". La mayoría de los sensores compactos de imagen tienen una relación de aspecto de 4:3. Esto se empareja a la relación de aspecto de las resoluciones de monitores de computadora más populares VGA, SVGA, y XGA, permitiendo que las imágenes sean exhibidas en la mayoría de los monitores sin recortes.
Desde diciembre de 2007, la mayoría de las cámaras digitales compactas utilizan sensores del tamaño 1/2.5". Las cámaras digitales recientes con este tamaño de sensor incluyen la Panasonic Lumix DMC-FZ18, Canon PowerShot A570 IS, Canon SD870 IS Digital ELPH (IXUS 860 IS), Sony Cyber-shot DSC-W80, Canon Powershot S5is, Sony Cyber-shot DSC-H7, Canon PowerShot TX1, Sony Cyber-shot DSC-H9, y Casio Exilim EX-V7.
Las cámaras compactas usando sensores de casi dos veces el área incluyen la Fujifilm Finepix s6000fd/ s6500fd (1/1.7"), Fuji Finepix F50fd (1/1.6") y Finepix F31fd (1/1.7"), Canon PowerShot G9 (1/1.7") y SD950 IS (1/1.7"), Ricoh Caplio GX100 (1/1.75"), Nikon Coolpix P5000 (1/1.8"), y algunas cámaras Panasonic Lumix como la DMC-LX3 (1/1.63").
Inversamente, los sensores de los teléfonos con cámaras fotográficas son más pequeños que los de las cámaras compactas típicas, teniendo una mayor miniaturización de los componentes eléctricos y ópticos, con una consecuente peor calidad de imagen. Los tamaños de sensor de alrededor 1/6" son comunes en teléfonos con cámara, así como en las cámaras web y cámaras de video digitales.

### Tabla de los tamaños de los sensores
Puesto que los formatos de sensor basados en pulgadas no están estandarizados, las dimensiones exactas pueden variar, pero las listadas abajo son típicas. A modo de comparación, también se incluyen los tamaños de formato de película. Es posible que los ejemplos de aplicación de teléfono o cámara no muestren los tamaños exactos de los sensores.
| Tipo | Diagonal (mm) | Ancho (mm) | Alto (mm) | Aspecto | Área (mm²) | Pasos          | Factor Recorte |
| --- | ------------- | ---------- | --------- | ------- | ---------- | -------------- | -------------- |
| 1/10" | 1.60          | 1.28       | 0.96      | 4:3     | 1.23       | -9.46          | 27.04          |
| 1/8" | 2.00          | 1.60       | 1.20      | 4:3     | 1.92       | -8.81          | 21.65          |
| 1/6" (Panasonic SDR-H20, SDR-H200) | 3.00          | 2.40       | 1.80      | 4:3     | 4.32       | -7.64          | 14.14          |
| 1/4" | 4.50          | 3.60       | 2.70      | 4:3     | 9.72       | -6.47          | 10.81          |
| 1/3.6" (Nokia Lumia 720) | 5.00          | 4.00       | 3.00      | 4:3     | 12.0       | -6.17          | 8.65           |
| 1/3.2" (iPhone 5) | 5.68          | 4.54       | 3.42      | 4:3     | 15.50      | -5.80          | 7.61           |
| 1/3.09" Sony EXMOR IMX351 | 5.82          | 4.66       | 3.5       | 4:3     | 16.3       | -5.73          | 7.43           |
| Fotograma película Standard 8 mm | 5.94          | 4.8        | 3.5       | 11:8    | 16.8       | -5.68          | 7.28           |
| 1/3" (iPhone 5S, iPhone 6, LG G3) | 6.00          | 4.80       | 3.60      | 4:3     | 17.30      | -5.64          | 7.21           |
| 1/2.9" Sony EXMOR IMX322 | 6.23          | 4.98       | 3.74      | 4:3     | 18.63      | -5.54          | 6.92           |
| 1/2.7" Fujifilm 2800 Zoom | 6.72          | 5.37       | 4.04      | 4:3     | 21.70      | -5.32          | 6.44           |
| Fotograma película Super 8 mm | 7.04          | 5.79       | 4.01      | 13:9    | 23.22      | -5.22          | 6.15           |
| 1/2.5" (Nokia Lumia 1520, Sony Cyber-shot DSC-T5, iPhone XS)                                                                                   | 7.18          | 5.76       | 4.29      | 4:3     | 24.70      | -5.13          | 6.02           |
| 1/2.3" (Pentax Q, Sony Cyber-shot DSC-W330, GoPro HERO3, Panasonic HX-A500, Google Pixel/Pixel+, DJI Phantom 3/Mavic 2 Zoom), Nikon P1000/P900 | 7.66          | 6.17       | 4.55      | 4:3     | 28.50      | -4.94          | 5.64           |
| 1/2.3" Sony Exmor IMX220 | 7.87          | 6.30       | 4.72      | 4:3     | 29.73      | -4.86          | 5.49           |
| 1/2" (Fujifilm HS30EXR, Xiaomi Mi 9, OnePlus 7, Espros EPC 660, DJI Mavic Air 2)                                                               | 8.00          | 6.40       | 4.80      | 4:3     | 30.70      | -4.81          | 5.41           |
| 1/1.8" (Nokia N8) (Olympus C-5050, C-5060, C-7070)                                                                                             | 8.93          | 7.18       | 5.32      | 4:3     | 38.20      | -4.50          | 4.84           |
| 1/1.7" (Pentax Q7, Canon G10, G15, Huawei P20 Pro, Huawei P30 Pro, Huawei Mate 20 Pro)                                                         | 9.50          | 7.60       | 5.70      | 4:3     | 43.30      | -4.32          | 4.55           |
| 1/1.6" (Fujifilm f200exr ) | 10.07         | 8.08       | 6.01      | 4:3     | 48.56      | -4.15          | 4.30           |
| 2/3" (Nokia Lumia 1020, Fujifilm X10, X20, XF1)                                                                                                | 11.00         | 8.80       | 6.60      | 4:3     | 58.10      | -3.89          | 3.93           |
| 1/1.33" (Samsung Galaxy S20 Ultra) | 12            | 9.6        | 7.2       | 4:3     | 69.12      | -3.64          | 3.58           |
| Fotograma película Standard 16 mm | 12.70         | 10.26      | 7.49      | 11:8    | 76.85      | -3.49          | 3.41           |
| 1/1.2" (Nokia 808 PureView) | 13.33         | 10.67      | 8.00      | 4:3     | 85.33      | -3.34          | 3.24           |
| 1/1.12" (Xiaomi Mi 11 Ultra) | 14.29         | 11.43      | 8.57      | 4:3     | 97.96      | ???            | 3.03           |
| Cámara Blackmagic Pocket Cinema & Cámara Blackmagic Studio                                                                                     | 14.32         | 12.48      | 7.02      | 16:9    | 87.6       | -3.30          | 3.02           |
| Super 16 mm film frame | 14.54         | 12.52      | 7.41      | 5:3     | 92.80      | -3.22          | 2.97           |
| 1" Nikon CX, Sony RX100 and RX10 and ZV1, Samsung NX Mini                                                                                      | 15.86         | 13.20      | 8.80      | 3:2     | 116        | -2.89          | 2.72           |
| 1" Digital Bolex d16 | 16.00         | 12.80      | 9.60      | 4:3     | 123        | -2.81          | 2.70           |
| 1.1" Sony IMX253 | 17.46         | 14.10      | 10.30     | 11:8    | 145        | -2.57          | 2.47           |
| Blackmagic Cinema Camera EF | 18.13         | 15.81      | 8.88      | 16:9    | 140        | -2.62          | 2.38           |
| Blackmagic Pocket Cinema Camera 4K | 21.44         | 18.96      | 10        | 19:10   | 190        | -2.19          | 2.01           |
| Cuatro Tercios, Micro Cuatro Tercios ("4/3", "m4/3")                                                                                           | 21.60         | 17.30      | 13        | 4:3     | 225        | -1.94          | 2.00           |
| Blackmagic Production Camera/URSA/URSA Mini 4K                                                                                                 | 24.23         | 21.12      | 11.88     | 16:9    | 251        | -1.78          | 1.79           |
| 1.5" Canon PowerShot G1 X Mark II | 23.36         | 18.70      | 14        | 4:3     | 262        | -1.72          | 1.85           |
| "35mm" 2 Perf Techniscope | 23.85         | 21.95      | 9.35      | 7:3     | 205.23     | -2.07          | 1.81           |
| original Sigma Foveon X3 | 24.90         | 20.70      | 13.80     | 3:2     | 286        | -1.60          | 1.74           |
| RED DRAGON 4.5K (RAVEN) | 25.50         | 23.00      | 10.80     | 19:9    | 248.4      | -1.80          | 1.66           |
| "Super 35mm" 2 Perf | 26.58         | 24.89      | 9.35      | 8:3     | 232.7      | -1.89          | 1.62           |
| Canon EF-S, APS-C | 26.82         | 22.30      | 14.90     | 3:2     | 332        | -1.38          | 1.61           |
| Fotograma Standard 35mm (cine) | 27.20         | 22.0       | 16.0      | 11:8    | 352        | -1.30          | 1.59           |
| Blackmagic URSA Mini/Pro 4.6K | 29            | 25.34      | 14.25     | 16:9    | 361        | -1.26          | 1.49           |
| APS-C (Sony α, Sony E, Nikon DX, Pentax K, Samsung NX, Fuji X)                                                                                 | 28.2–28.4     | 23.6–23.7  | 15.60     | 3:2     | 368–370    | -1.23 to -1.22 | 1.52–1.54      |
| Super 35 mm film 3 perf | 28.48         | 24.89      | 13.86     | 9:5     | 344.97     | -1.32          | 1.51           |
| RED DRAGON 5K S35 | 28.9          | 25.6       | 13.5      | 17:9    | 345.6      | -1.32          | 1.49           |
| Super 35mm película 4 perf | 31.11         | 24.89      | 18.66     | 4:3     | 464        | -0.90          | 1.39           |
| Canon APS-H | 33.50         | 27.90      | 18.60     | 3:2     | 519        | -0.74          | 1.29           |
| ARRI ALEV III (ALEXA SXT, ALEXA MINI, AMIRA), RED HELIUM 8K S35                                                                                | 33.80         | 29.90      | 15.77     | 17:9    | 471.52     | -0.87          | 1.28           |
| RED DRAGON 6K S35 | 34.50         | 30.7       | 15.8      | 35:18   | 485.06     | -0.83          | 1.25           |
| 35 mm film full-frame, (Canon EF, Nikon FX, Pentax K-1, Sony α, Sony FE, Leica M)                                                              | 43.1–43.3     | 35.8–36    | 23.9–24   | 3:2     | 856–864    | 0              | 1.0            |
| ARRI ALEXA LF | 44.71         | 36.70      | 25.54     | 13:9    | 937.32     | +0.12          | 0.96           |
| RED MONSTRO 8K VV, Panavision Millenium DXL2                                                                                                   | 46.31         | 40.96      | 21.60     | 17:9    | 884.74     | +0.03          | 0.93           |
| Leica S | 54            | 45         | 30        | 3:2     | 1350       | +0.64          | 0.80           |
| Pentax 645D, Hasselblad X1D-50c, CFV-50c, Fuji GFX 50S                                                                                         | 55            | 44         | 33        | 4:3     | 1452       | +0.75          | 0.78           |
| Standard 65/70 mm formato cine | 57.30         | 52.48      | 23.01     | 7:3     | 1208       | +0.48          | 0.76           |
| ARRI ALEXA 65 | 59.86         | 54.12      | 25.58     | 19:9    | 1384.39    | +0.68          | 0.72           |
| Kodak KAF 39000 CCD | 61.30         | 49         | 36.80     | 4:3     | 1803       | +1.06          | 0.71           |
| Leaf AFi 10 | 66.57         | 56         | 36        | 14:9    | 2016       | +1.22          | 0.65           |
| Formato-Medio (Hasselblad H5D-60) | 67.08         | 53.7       | 40.2      | 4:3     | 2159       | +1.32          | 0.65           |
| Phase One P 65+, IQ160, IQ180 | 67.40         | 53.90      | 40.40     | 4:3     | 2178       | +1.33          | 0.64           |
| Formato Medio 6×4.5 cm (también llamado formato 645)                                                                                           | 70            | 42         | 56        | 3:4     | 2352       | +1.44          | 0.614          |
| Formato Medio 6×6 cm | 79            | 56         | 56        | 1:1     | 3136       | +1.86          | 0.538          |
| IMAX fotograma cine | 87.91         | 70.41      | 52.63     | 4:3     | 3706       | +2.10          | 0.49           |
| Formato Medio 6×7 cm | 89.6          | 70         | 56        | 5:4     | 3920       | +2.18          | 0.469          |
| Formato Medio 6×8 cm | 94.4          | 76         | 56        | 3:4     | 4256       | +2.30          | 0.458          |
| Gran Formato 6×9 cm | 101           | 84         | 56        | 3:2     | 4704       | +2.44          | 0.43           |
| Gran Formato Cine 4×5 pulgadas | 150           | 121        | 97        | 5:4     | 11737      | +3.76          | 0.29           |
| Gran Formato cine film 5×7 pulgadas | 210           | 178        | 127       | 7:5     | 22606      | +4.71          | 0.238          |
| Gran Formato cine 8×10 pulgadas | 300           | 254        | 203       | 5:4     | 51562      | +5.90          | 0.143          |

## Cámaras 'Bridge' y el salto en los tamaños de los sensores

Este gráfico semilogarítmico muestra el gran espacio que había entre los tamaños de los sensores de cámaras digitales compactas y de DSLR.

Hasta noviembre de 2011, con la salida de las cámaras de la serie Nikon 1, y las Sony DSC-QX-100 y otras en 2013 (con sensor de 1" de 123 mm²), había un gran salto en el tamaño del sensor entre las cámaras compactas digitales y las cámaras DSLR o las bridge. En la actualidad (2013), aparte de las cámaras mencionadas arriba, pocas cámaras compactas tenían sensores más grandes que 1/1.7" (43 mm²), que era el tamaño más grande comúnmente encontrado en las cámaras compactas. Por otro lado, el tamaño más pequeño de sensor en las cámaras DSLR es de 4/3" (225 mm²). Esto dejaba una cierta necesidad insatisfecha en el mercado del aficionado y del prosumidor hasta finales de 2011.
Desde 2005 a 2009, hubo un aumento del interés en las cámaras Bridge, cámaras de tamaño mediano con sensores más grandes y mejores objetivos que las cámaras digitales compactas, y sin los sistemas de espejo o el volumen de las cámaras DSLR.
Los fabricantes, como Nikon y Sony, han respondido gradualmente a este interés. Leica, una de las primeras compañías de cámaras fotográficas, actualizó su línea con la introducción de la Leica M9, una cámara telemétrica digital de 35 mm con el enfoque parcialmente óptico. Otras compañías han introducido cámaras similares, tales como la EP-1 de Olympus, una cámara como las DSLR, pero que a diferencia de éstas usa un sensor Cuatro Tercios y sin un espejo réflex óptico (mirrorless cameras). Sin embargo, todas estas cámaras son aún un poco costosas, variando entre US$ 300 y US$ 7000.